# Ночной поезд на запад
«Ночной поезд на запад» (англ. Sleepers West) — детективный триллер с элементами комедии режиссёра Юджина Форда, который вышел на экраны в 1941 году.
Это второй фильм студии 20th Century Fox в киносерии о частном сыщике Майкле Шейне, образ которого взят из произведений американского детективного писателя Бретта Халлидея. Этот фильм поставлен по роману Фредерика Нибела (англ. Frederick Nebel) «Ночной поезд на Восток» (1933), который также лёг в основу детективной мелодрамы Кеннета Маккенны «Ночной поезд на восток» (1934).
В этом фильме частный детектив Майкл Шейн (Ллойд Нолан) должен тайно доставить важную свидетельницу по делу об убийстве Хелен Карлсон (Мэри Бет Хьюз) поездом из Денвера в Сан-Франциско. Шейну в этом деле мешает его назойливая бывшая невеста, репортёр денверской газеты Кей Бентли (Линн Бари). В свою очередь жених Кей, двуличный адвокат Том Линскотт (Дон Дуглас) тайно помогает гангстеру Карлу Иззарду (Дон Костелло), который должен любой ценой не допустить появления Хелен в суде. Тем временем Хелен заводит отношения со сбежавшим из семьи бухгалтером Эвереттом Джейсоном (Луис Джин Хейдт), который предлагает ей вместе начать новую жизнь в Южной Америке. В итоге Майкл нейтрализует преступников, убеждает Хелен выступить в суде, а Эверетт возвращается к семье.
Фильм получил высокие оценки современных историков кино за увлекательный сценарий, напряжённую и безошибочную постановку и сильную актёрскую игру.
Фильм имеет определённое сюжетное сходство с успешным фильмом нуар Ричарда Флейшера «Узкая грань» (1952).

## Сюжет
Накануне Рождества на вокзале в Денвере частный детектив Майкл Шейн (Ллойд Нолан) встречает свою бывшую невесту Кей Бентли (Линн Бари), которая работает репортёром в местной газете. Выясняется, что они едут одним и тем же поездом до Сан-Франциско. На поезд под видом серьёзно больной пациентки доставляют молодую женщину Хелен Карлсон (Мэри Бет Хьюз), к которой Майкл приставлен в качестве тайного телохранителя. В купе Майкл рекомендует Хелен постоянно носить халат и парик, чтобы её никто не узнал. Хелен является важной свидетельницей, которая должна дать в суде показания, оправдывающие некого Калахана, обвиняемого в убийстве. Дождавшись своего кавалера Тома Линскотта (Дон Дуглас), Кей также садится вместе с ним в поезд. В последний момент на поезд поднимается ещё один пассажир, детектив Тротвайн (Эдвард Брофи), которого в срочном порядке направило начальство. В вагоне-ресторане Майкл подсаживается за столик к Кей, которая представляет ему Тома как своего жениха. Том работает не юридическую компанию «Вентворт энтерпрайсез», глава которой баллотируется на пост губернатора штата Калифорния. По дороге поезд делает внеплановую остановку в Эвондейле, чтобы принять на борт пассажира Эверетта Джейсона (Луис Джин Хейдт). В уже уходящий поезд запрыгивает ещё один человек, Карл Иззард (Дон Костелло), которому кондуктор сообщает, где место Майкла, однако кондуктор ничего не может ему сказать о Хелен Карлсон, которая в списках пассажиров не значится. Запершись в купе, Эверетт перекладывает несколько пачек с деньгами из своего портфеля в чемодан.
В салон-вагоне поезда Майкл, Кей и Том читают в газете, что судья согласился приостановить процесс над Калаханом в ожидании нового свидетеля защиты, который может разрушить всё дело и повлиять на участие Вентворта в выборах. Майкл вспоминает, что во время службы в полиции Сан-Франциско он задерживал Калахана, который получил четыре года за ограбление. Во время резкого манёвра поезда Эверетт случайно влетает в купе к Хелен, которая уговаривает его принести ей выпить. Когда Том заходит в своё купе, его встречает Иззард, который работает на Калеба Вентворта. Он объясняет, что в этом поезде Майкл Шейн сопровождает Хелен Карлсон, которая в суде собирается дать показания, полностью оправдывающие Калахана, в результате дело против него в суде развалится, а Вентворт не заинтересован в этом. Компания Вентворта находится под следствием, и если его не изберут губернатором, то он сядет в тюрьму. Иззард поручает Тому, чтобы тот через свою невесту Кей, которая в хороших отношениях с Майклом, выяснил, в каком купе находится Хелен.
Некоторое время спустя, убирая купе, проводник Леандер Джонс (Бен Картер) случайно роняет с полки чемодан, из которого вываливаются пачки с деньгами, которые он прилежно кладёт на место. В салон-вагоне Том подсаживается к Майклу, пытаясь дать понять, что Кей не успокоится, пока не выяснит, где в поезде находится свидетельница по делу Калахана. Майкл однако уходит от этого разговора. Тем временем Эверетт выпивает с Хелен в её купе, а Том возвращается в купе к Кей, которая работает над статьёй. Том говорит Хелен, что узнал от нового знакомого, что Шейн прячет где-то в поезде женщину, которая станет свидетельницей по делу Калахана. Кей решает проверить эту информацию. На очередной станции проводник получает конверт, адресованный Тротвайну. Когда Майкл заходит в своё купе, то обнаруживает там записку за подписью Хелен Карлсон с просьбой срочно с ней увидеться. Догадавшись, что её написала Кей, Майкл прячется в соседнем купе, ожидая её появления. Вскоре туда заходит Кей, которая, после нескольких безуспешных попыток обнаружить Хелен, в итоге прямо заявляет Майклу, что ей известно о том, что он кого-то сопровождает в этом поезде. Майкл рекомендует ей не заниматься этим делом, давая понять, что догадался, что записку написала она.
Эверетт рассказывает Хелен, что собирается уехать в Южную Америку, где откроет магазин галантерейных товаров. Когда в купе стучит Майкл, Хелен прячет Эверетта в туалете. Майкл, заметив, что она выпила, ещё раз напоминает ей о необходимости контролировать своё поведение, заявляя, что ему точно известно о том, что кое-кто в поезде хочет до неё добраться. После ухода Майкла Хелен выпускает Эверетта, который всё слышал. Эверетт изъявляет желание помочь ей, и просит рассказать, в чём дело. Она рассказывает, что в своё время, будучи артисткой музыкального шоу в Сан-Франциско, она познакомилась с парнем, который дарил ей краденые вещи, а затем сбежал. В результате полиция задержала её, и она на год села в тюрьму, после чего вышла по удо. На свободе она познакомилась с парнем, который отвёл её в игорное заведение некого Джеффа Элтона. Парень напился, ворвался в кабинет Элтона, обвинив его в мошенничестве. Начался конфликт, в ходе которого парень убил Элтона из его пистолета. Затем он дал Хелен денег и потребовал, чтобы она немедленно уехала из штата, несмотря на то, что это нарушение условий её удо. Дело в том, что отец парня, Калеб Вентворт, баллотируется на пост губернатора, и ему не нужен шум вокруг этой истории. Она испугалась, и сбежала в Денвер. Потом задержали некоего Калахана, обвинив его в убийстве. После этого появился Майкл, который заявил, что либо она даст показания в суде, либо он сообщит о ней в комиссию по помилованию. В свою очередь Эверетт рассказывает, что бежит от того самого, что она ищет — безопасности и покоя. Его жизнь всегда была настолько предопределена другими, что он решал сбежать от всех, включая жену, чтобы попробовать начать жить самостоятельно. Эверетт продолжает, что у него хорошая жена, но он при ней был лишь тенью, и потому едет в Южную Америку. Проникнувшись к Хелен симпатией, он уговаривает её не идти в суд, а вместо этого отправится вместе с ним, сообщая, что у него при себе 10 тысяч долларов наличными. Он предлагает выйти на следующей остановке, сесть на другой поезд и начать всё сначала, однако Хелен сомневается.
Том встречается с Иззардом, сообщая, что, по информации Кей, либо Шейн скрывает от неё правду, либо Хелен нет в поезде. Иззард объясняет, что Хелен не должна выйти из поезда в Сан-Франциско, и ему ещё понадобится помощь Тома, возможно, чтобы организовать несчастный случай. В вагоне-ресторане Тротвайн слышит, как проводники обсуждают, что Леандер Джонс обнаружил чемодан, набитый деньгами. Он немедленно направляется в это купе, где обнаруживает чемодан с деньгами. Объяснив проводнику, что в купе едет растратчик, детектив требует следить за купе и немедленно сообщить ему, когда кто-то в него зайдёт. В купе к Шейну заходит Иззард, предлагая ему 3500 долларов за то, чтобы тот указал ему Хелен Карлсон. Далее он говорит, что Вентворт, став губернатором, может помочь Шейну сделать карьеру в полиции штата. Когда Шейн отказывается, Иззард достаёт пистолет.
В этот момент поезд на полном ходу врезается в прицеп бензовоза, застрявший на переезде через железнодорожные пути. Локомотив загорается, и поезд останавливается. Воспользовавшись ситуацией, Шейн связывает Иззарда. Пассажиры выбегают из купе. Эверетт также выходит из купе, прося о помощи для Хелен, которая потеряла сознание. Кей и Том выражают готовность посидеть с ней, пока Эверетт сбегает за врачом. Вскоре в купе заходит Майкл, но Кей выпроваживает обоих мужчин. Майкл уходит за доктором, а Том отправляется к Иззарду. Вскоре на крики Иззарда приходит проводник, который развязывает его. Придя в себя, Хелен первым делом спрашивает об Эверетте. Несмотря на некоторое сопротивление, Хелен быстро признаётся Кей, что она Хелен Карлсон и едет с Шейном. Тем временем Том докладывает Иззарду, что видел Хелен, предлагая подкупить её. Однако Иззард собирается сам ей заняться, поручая Тому проследить за Шейном.
Хелен, оставшись в купе с Кей, рассказывает ей, что Эверетт ей по-настоящему понравился, и предложил вместе уехать в Южную Америку. В этот момент заходит Эверетт, а затем в дверь купе звонит Том, однако Кей не пускает его. Она говорит ему, что теперь поняла, что он намеревался использовать её дружбу с Майклом, чтобы таким образом добраться до Хелен. Кей возвращает Тому обручальное кольцо и заходит обратно в купе, обещая Эверетту помочь в Сан-Франциско сесть на корабль, и Эверетт выходит вслед за ней. Проводник сообщает Тротвейну, что Эверетт зашёл в своё купе.
Тем временем Кей подслушивает, как на улице Майкл договаривается с местным таксистом, чтобы тот немедленно отвёз его в Огден. При свидетелях она с криками набрасывается на Майкла, обвиняя его в краже бриллиантовой заколки, и железнодорожный детектив (Гарольд Гудвин) уводит его для разбирательства. В купе к Хелен, которая собирает вещи, заходит Иззард, предлагая ей пять тысяч долларов за то, чтобы она сошла с поезда. Когда он направляет на Хелен пистолет, в купе появляется Эверетт, который сходу бьёт Иззарда по физиономии, посылая того в нокдаун. Оставив Иззарда в купе, Эверетт и Хелен убегают по коридору. Их встречает Кей, которая ведёт их к автомобилю, однако Эверетта замечает проводник. За ними бросаются в погоню как Иззард, который вылез через окно, так и Тротвейн, которого предупредил проводник. На бегу Тротвейн достаёт оружие и ранит Иззарда, приняв его за Эверетта. Воспользовавшись неразберихой, Майкл сбегает от детектива и ищет Хелен в её купе. В этот момент Кей обманом уговаривает таксиста, которого нанял Майкл, отвезти её вместе с Хелен и Эвереттом в Огден. Начальник поезда, наконец, передаёт Тротвейну телеграмму, согласно которой задание по задержанию Эверетта отменяется, так как с деньгами сбежал не он, а дочь его генерального менеджера.
По дороге, когда такси останавливается из-за поломки, Кей, Хелен и Эверетт заходят в ближайший фермерский дом. В доме хозяйка (Ферике Борос) угощает Эверетта и Хелен чаем, а Кей тем временем звонит в «Денвер Трибюн», сообщая, что работает над историей Хелен Карлсон. Вскоре на попутном грузовике прибывает Майкл, требуя, чтобы Хелен пошла вместе с ним, однако Эверетт ему возражает. Когда Кей становится на сторону Хелен и Эверетта, Майкл объясняет, что Кей вовсе не так добра, а просто желает сделать газетную историю. Эверетт не хочет, чтобы Хелен рисковала жизнью ради какого-то бывшего заключённого, но Майкл объясняет, что тот человек не виновен, и подтвердить это в суде может только Хелен. Это нужно прежде всего жене и детям того человека, чтобы облегчить им жизнь. Эверетт достаёт пистолет и угрожает Майклу, требуя их пропустить. В этот момент Хелен вдруг меняет мнение и решает отправиться с Майклом, чтобы помочь в деле Калахана. Она говорит, что если не сделает этого, то они в жизни никогда не будут счастливы. Затем Хелен советует Эверетту вернуться домой к своей жене, а Майкл забирает у него пистолет. Хелен, Кей и Майкл садятся в машину, а Эверетт остаётся ждать автобуса до Эйвондейла, на прощание пожелав Хелен удачи.
Вскоре газеты сообщают, что Хелен дала сенсационные показания в суде, в результате чего Калахан был признан невиновным. Ужиная в ресторане, Майкл и Кей встречают Хелен, которая работает там официанткой. Майкл предлагает Кей провести пару дней вместе в Сан-Франциско и подумывает о том, чтобы сделать ей предложение.

## В ролях
- Ллойд Нолан — Майкл Шейн
- Линн Бари — Кей Бентли
- Мэри Бет Хьюз — Хелен Карлсон
- Луис Джин Хейдт — Эверетт Джейсон
- Дон Костелло — Карл Иззард
- Дон Дуглас — Том Линскотт
- Эдвард Брофи — Джордж Тротвайн
- Бен Картер — Леандер Джонс, проводник
- Ферике Борос — фермерша

## Создатели фильма и исполнители главных ролей
Режиссёр Юджин Форд за свою карьеру, охватившую период с 1928 по 1947 год, поставил 41 фильм категории В, среди которых пять фильмов из киносерии про гавайского полицейского детектива Чарли Чана, включая «Чарли Чан в Лондоне» (1934), «Чарли Чан на Бродвее» (1937) и «Смертельный круиз Чарли Чана» (1940), три фильма о частном детективе Майкле Шейне, включая «Майкл Шейн, частный детектив» (1940) и «Одетый для убийства» (1941), а также два фильма из цикла про Криминального доктора.
В период с 1940 по 1942 год Ллойд Нолан сыграл роль частного детектива Майкла Шейна в шести фильмах подряд. Он также сыграл в таких картинах, как «Дерево растёт в Бруклине» (1945), «Лемон Дроп Кид» (1951), «Семь волн тому назад» (1957), «Пейтон-плейс» (1957) и «Шляпа, полная дождя» (1957).
Как написал историк кино Дерек Уиннерт, Линн Бари была одной из 14 молодых женщин, «вступивших на путь кинозвезды» в августе 1935 года, когда они получили шестимесячные контракты с 20th Century Fox после 18 месяцев обучения в школе актёрской подготовки студии. Контракты со студией предусматривали возможность продления сроком до семи лет. Во время Второй мировой войны Бари была второй по популярности девушкой в стиле пин-ап после Бетти Грейбл, но её кинокарьера фактически завершилась в начале 1950-х годов, когда ей было чуть за 30. Всего в период с 1933 по 1968 год Бари снялась в разных ролях в 142 фильмах, среди которых «Серенада солнечной долины» (1941), «Сокол и большая афера» (1942), «Шок» (1946), «Ноктюрн» (1946), «Удивительный мистер Икс» (1948) и «Эбботт и Костелло встречают полицейских из Кистоуна» (1955).
Помимо этой картины Нолан и Бари сыграли вместе ещё в четырёх фильмах, среди которых детектив Юджина Форда «Пирс 13» (1940).

## История создания фильма
Это второй из семи фильмов киносериала 20th Century-Fox о частном детективе Майкле Шейне с Ллойдом Ноланом в заглавной роли. Персонаж «Майкл Шейн» создан детективным писателем Бреттом Халлидеем, а сценарий написан на основе романа 1933 года Фредерика Нибела (англ. Frederick Nebel) «Ночной поезд на восток». В 1934 году по этому роману студия Fox создала одноимённую картину, главные роли в которой сыграли Престон Фостер и Уэйн Гибсон.
Согласно информации «Лос-Анджелес Таймс» от 7 октября 1940 года, на главную мужскую роль планировался Дин Джаггер, а Линн Бари изначально должна была играть роль Хелен Карлсон. Когда студия Twentieth Century-Fox решила сделать этот фильм частью киносериала о Майкле Шейне, на главную роль был назначен Нолан, а Бари отдали роль Кей Бентли.
Как отмечает историк кино Хэл Эриксон, в оригинальном варианте истории детектив был второстепенным персонажем, «но это изменилось, как только Майкл Шейн был прописан в качестве главного героя». Историк кино Дерек Уиннерт также пишет, что в ноябре 1940 года фильм был переделан как второй фильм о Майкле Шейне, при этом актрисы Линн Бари и Мэри Бет Хьюз получили почти столько же экранного времени, сколько и герой-детектив в исполнении Нолана.
Рабочее название этого фильма также было «Ночной поезд на восток» (англ.  Sleepers East).
Некоторые сцены картины снимались на железнодорожной станции Инглвуд в Калифорнии.
По информации «Голливуд Репортер», технический директор фильма Фрэнк Л. Джеймс (англ.  Frank L. James) в прошлом работал полицейским в Лос-Анджелесе.
Фильм находился в производстве с 18 ноября до середины декабря 1940 году и вышел в прокат 14 марта 1941 года.

## Оценка фильма критикой
Как отмечает Хэл Эриксон, «фильм изобилует захватывающими персонажами и поразительными маленькими сюрпризами, и многие считают его лучшим фильмом киноцикла о Майкле Шейне от Twentieth Century Fox».
Дерек Уиннерт, назвал картину «сложным, живым и стремительным триллером», который отличают «напряжённость и динамизм при экономичном бюджете». По мнению критика, у фильма хороший сценарий с «неординарными и увлекательными персонажами, а также сильный, сложный и захватывающий сюжет, с возможностью большого количества экшна и саспенса». По словам Уиннерта, хотя, «возможно, это всего лишь обычный детективный триллер со сценарием, откопанным в одном из старых шкафов студии, но он хорош, поднимаясь до достойного уровня благодаря живой работе Юджина Форда и колоритной игре замечательного актёрского состава, максимально использующего персонажей и сюжет». Критик даёт высокую оценку Нолану за «ещё одну крепкую и сильную работу в качестве дерзкого частного детектива», а также Линн Бари и Мэри Бет Хьюз, у которых «также много работы, и они делают её хорошо,… а Хейдт производит приятное, спокойное впечатление, ведя удивительно вдумчивые диалоги, плотно насыщенные остротами». Критик также обращает внимание на тщательную проработку декораций и деталей интерьера поезда.